# DeSoto megye (Louisiana)
DeSoto megye az Amerikai Egyesült Államokban, azon belül Louisiana államban található. Megyeszékhelye és legnagyobb városa Mansfield. Lakosainak száma 26 812 fő (2020. április 1.). DeSoto megye Caddo, Red River, Natchitoches, Sabine, Shelby és Panola megyékkel határos.

## Népesség
A megye népességének változása:
| Lakosok száma | 26 732 | 26 804 | 27 033 | 27 083 | 27 052 | 26 812 |
|               | 2010   | 2011   | 2012   | 2013   | 2015   | 2020   |